# Desoxypipradrol
Desoxypipradrol (2-Diphenylmethylpiperidin, 2-DPMP) ist ein Arzneistoff aus der Gruppe der Piperidin-Derivate, der zu den Stimulantien gehört.

## Geschichte und Verwendung
Desoxypipradrol wurde von der pharmazeutischen Firma Ciba-Geigy (heute Novartis) in den 1950er Jahren entwickelt und erforscht. Es sollte bei der Behandlung von Narkolepsie und Aufmerksamkeitsdefizit-/Hyperaktivitätsstörung Anwendung finden. Trotz des hohen Wirkgrades wurde die Entwicklung nicht weiter verfolgt, da eine Alternative von derselben Firma entwickelt wurde: Methylphenidat. Man glaubte, dass Methylphenidat der überlegenere Wirkstoff zur Behandlung von ADHS sei, da es eine kürzere Wirkdauer hat und die pharmakokinetischen Eigenschaften vorhersagbarer sind als die von Desoxypipradrol. Infolgedessen wurden andere Verwendungsgebiete für Desoxypipradrol gesucht, so wurde beispielsweise eine schnellere Zurückerlangung des Empfindens nach einer Anästhesie erforscht.
Es wird vermutet, dass Desoxypipradrol in diversen freiverkäuflichen Drogenmischungen – die als Badesalze bezeichnet werden – als Wirkstoff und als Ersatz zu illegalen Amphetaminen enthalten ist.

## Herstellung
Desoxypipradrol ist ein Derivat des Pipradrols, aus dem es durch Reduktion gewonnen werden kann. Ein weiteres Herstellungsverfahren beruht auf der Kondensation von 2-Brompyridin mit Diphenylacetonitril in Gegenwart von Natriumamid und anschließender katalytischer Hydrierung des Pyridinrings.

## Nebenwirkungen
Die Nebenwirkungen von Desoxypipradrol sind mit denen des Pipradrol oder anderer Stimulantien vergleichbar. Bei Gaben zu therapeutischen Zwecken können unter anderem Schlafstörungen, Tachykardie, Appetitlosigkeit, Mundtrockenheit, Tremor, Arterielle Hypertonie, Euphorie, Depression und Psychosen auftreten. Eine weitere Nebenwirkung, die bei der Gabe von 130 und 260 µmol/kg über einen Zeitraum von 14 Tagen bei Ratten festgestellt wurde, ist Hyperglykämie. Bei jungen Ratten tritt die Nebenwirkung stärker auf als bei älteren.

## Rechtslage
Deutschland
In Deutschland unterliegt Desoxypipradrol dem BtMG Anlage II.
Vereinigtes Königreich
Im Vereinigten Königreich wurde der Import von Desoxypipradrol nach mehreren Vergiftungsfällen mit Wirkung zum 4. November 2011 im Rahmen der Open General Import Licence verboten. Der Advisory Council on the Misuse of Drugs (ACMD) empfahl gleichzeitig eine Kontrolle mit der Aufnahme in den Misuse of Drugs Act (Annex B / class B). Seit dem 28. März 2012 ist 2-DPMP als class-B-Droge eingestuft und damit verboten.